# 혼다 신고
혼다 신고(일본어: 本田 真吾, 1987년 11월 23일 ~ )는 일본의 전 축구 선수이다.

## 구단 경력
과거 아비스파 후쿠오카, 일본 축구 전문학교, 마쓰모토 야마가 FC, 츠바이겐 가나자와에서 활동하였다.